# Коляда, Сергей Авксентьевич
Сергей Авксентьевич Коляда (18 июня 1907, Москва, Российская империя — 16 августа 1996, там же, Россия) — русский советский художник-живописец.

## Биография
Первоначальные художественные навыки получил в частной студии Н. П. Крымова (1925). Впоследствии учился во Вхутеине (1926–1930) у С. Герасимова, А. Древина, М. Родионова, В. Храковского, Д. П. Штеренберга.
В период с 1945 по 1947 принимал участие в организации Московского областного товарищества художников и Московского Союза художников РСФСР.
В 1947 являлся председателем товарищества «Мособлхудожник».
В 1950-е годы совершил творческие командировки в пушкинские горы и колхозы Подмосковья. В 1990 совершил поездку в Австралию, в 1991 году жил во Франции в г. Этрета.
Член и экспонент объединений: «Общества станковистов»  (с 1931), Союза художников СССР (с 1968).
Особенно интересен многолетний цикл пейзажей старой, безвозвратно уходящей Москвы. Художник родился в Сокольниках, много лет прожил на Таганке. Он досконально изучил историю каждого дома, храма, улицы, квартала. "Я старый москвич. Дух и быт старой Москвы был моим духом и бытом. Когда я смотрю на старый дом, то вижу давнего друга. Он мне рассказывает о своем прошлом, счастье и горестях, а порой даже об унижении и несправедливости", вспоминал художник.
Произведения художника находятся в коллекциях: Государственной Третьяковской галереи, Музей Истории Города Москвы, а также частных собраниях России и Франции.

## Выставки
- Московская областная художественная выставка, посвященная 30-летию Советской власти (1947, Москва)
- Областная художественная выставка, посвященная Московской объединенной 9 областной и 8 городской партийной конференции ВКП(б) (1949, Москва)
- Выставка произведений художников Московской области (1953, Москва)
- Выставка портрета художников Московской области (1959, Москва)
- Художественная выставка «Защитникам Москвы посвящается» (к 25-летию со дня разгрома немецко-фашистских войск под Москвой) (1966, Москва)
- Выставка произведений художников Московской области «Подмосковье мое» (1968, Москва)
- Выставка «Автопортрет в русском и советском искусстве» (1977, Москва)
- Выставка «Москва в русской и советской живописи» (1980, Москва)
- С.А.Коляда: выставка к 70-летию со дня рождения (1980 Москва)
- К 75-летию со дня рождения. (1985, Москва)
- Москва. Париж. Этрета. (1994, Москва)